# Arlette Zola
Arlette Zola, född Jaquet 29 april 1949 i Fribourg, är en schweizisk sångerska.
Arlette Zola slog igenom 1966 med singeln Elles sont coquines. Med de följande singlarna Deux garçons pour une fille, Le marin et la sirène och Je n’aime que vous fick hon framgångar i såväl de frankofona länderna som i Tyskland.
Zola deltog i den schweiziska uttagningen till Eurovision Song Contest (ESC) 1982 med bidraget Amour on t'aime och vann. Låten var ursprungligen skriven för Alain Morisod och hans band för 1979 års uttagning men gruppen splittrades kort före. I ESC kom Zola på en 3:e plats med 97 poäng. Hon deltog åter i den schweiziska uttagningen 1984 med bidraget Emporte-moi och kom på 3:e plats. Hennes tredje och senaste deltagande var 1985 då hon åter kom på 3:e plats med bidraget Aime-moi.

## Diskografi
- Un peu d’amour, Libéria (1965)
- Elles sont coquines, Disc AZ (1966)
- Arlette Zola, Disc AZ (1967)
- Deux garçons pour une fille, Disc AZ (1967)
- Je n’aime que vous, Disc AZ (1967)
- Musique en tête, Disc AZ LP (1968)
- C’est toute la terre, Disc Concert Hall LP (1969)
- La marchande de bonbon, Vogue (1969)
- L’été, Vogue (1970)
- Je suis folle de tant t’aimer, Vogue (1971)
- Pour que vienne enfin ce grand matin, Evasion (1972)
- Tu inventais des saisons, Tourel (1977)
- Offre moi un sourire, Libéria (1980)
- Frappe dans tes mains, Libéria (1981)
- Les fiancés du lac de Côme, LP Libéria (1981)
- Amour on t’aime, LP Jupiter Records (1982)
- Je n’ai pas changé, LP Jupiter Records (1982)
- Billy Boogie, LP Vogue (1983)
- Hasta manana amore mio, Disc Ibach (1984)
- Mais moi je l’aime, Libéria (1990)
- Laissez-moi encore chanter, Azo (2003)
- Amour … Amitié, Azo (2005)
- Le bonheur ne coûte rien, Azo (2007)
- Souvenir, mes anées 60 (2009)